# Sudán en los Juegos Paralímpicos de Atenas 2004
Sudán estuvo representado en los Juegos Paralímpicos de Atenas 2004 por dos deportistas, un hombre y una mujer. El equipo paralímpico sudanés no obtuvo ninguna medalla en estos Juegos.